# 愛很爛
《愛很爛》是香港導演雲翔的第四部電影作品，主要依據六件曾在香港發生而互不關連的真實社會案件改編合成（但在片中這些獨立案件巧妙連結起來）。

## 演員列表
| 角色         | 演員           | 備註                                 |
| ------------ | -------------- | ------------------------------------ |
| 蜘蛛         | 洪智傑         |                                      |
| 月眉         | 蘇梅           | 影視演員                             |
| 男警         | 梁卓禧         | 月眉的新男友（實際也是本片的副導演） |
| 兄妹戀中哥哥 | 王崇偉         |                                      |
| 兄妹戀中妹妹 | 李子涵         |                                      |
| 健身教練     | 戴程           |                                      |
| 卡仔         | 盧希安         | 上海出生，職業：運動員、模特、演員   |
| 燕君         | 陳妍君         |                                      |
| 歐文         | 李浩煒         |                                      |
| 女王         | 陳念萱         |                                      |
| 女警雷公     | 徐瑞蓮         | 來自美國洛杉磯                       |
| 貝兒         | 張馨雲         |                                      |
| 新郎積奇     | 周德邦         |                                      |
| 新娘         | 梁敏儀         |                                      |
| 男司儀阿亮   | Ryo van Kooten |                                      |

## 影展

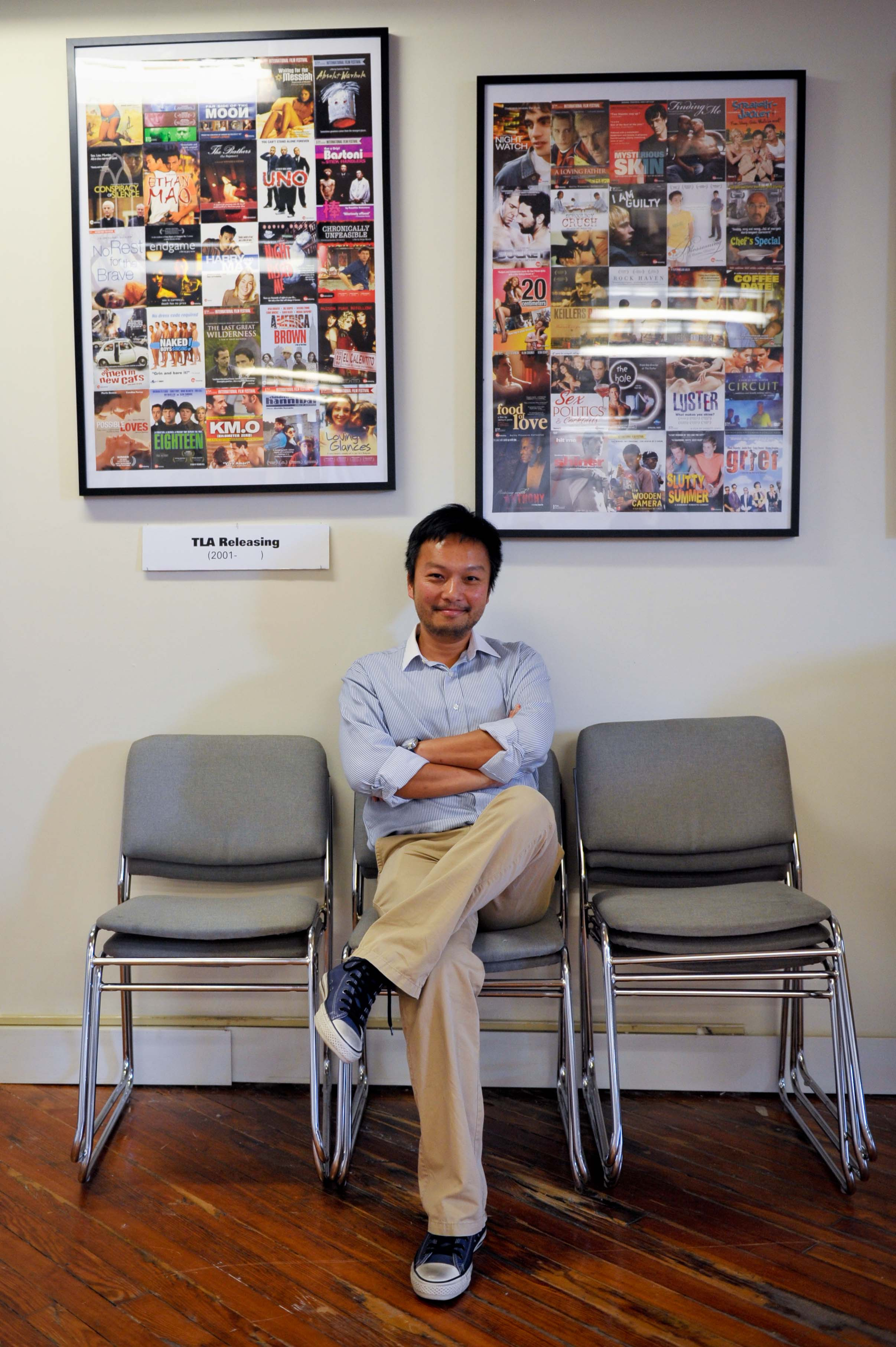
攝於2011年 美國費城QFEST電影節

- 第47屆芝加哥國際電影節- 參展影片
- 第17屆費城QFest電影節（英语：Philadelphia QFest）- 參展影片

## 爭議
因片中兄妹亂倫情節，讓本片在臺灣送審時多次無法過關。 梁卓禧（本片的副導演）與蘇梅自薦演出的勃起口交戲也可能是華語非色情片裡前所未見。

## 外部連結
- 《愛很爛》官方網站 （页面存档备份，存于）
- 開眼電影網上《愛很爛》的資料（繁體中文）
- 豆瓣电影上《愛很爛》的資料 （简体中文）
- 爛番茄上《愛很爛》的資料（英文）
- 互联网电影数据库（IMDb）上《愛很爛》的资料（英文）